# Боло
Боло (Pomadasys incisus) е вид бодлоперка от семейство Haemulidae. Видът не е застрашен от изчезване.

## Разпространение и местообитание
Разпространен е в Албания, Алжир, Ангола, Бенин, Босна и Херцеговина, Габон, Гана, Гвинея, Гвинея-Бисау, Гърция, Египет, Екваториална Гвинея, Западна Сахара, Израел, Испания, Италия, Кабо Верде, Камерун, Република Конго, Кот д'Ивоар, Либерия, Либия, Мавритания, Мароко, Нигерия, Сао Томе и Принсипи, Сенегал, Сиера Леоне, Сирия, Словакия, Того, Тунис, Турция, Франция и Хърватия.
Обитава крайбрежията и пясъчните дъна на полусолени водоеми и морета. Среща се на дълбочина от 10 до 100 m, при температура на водата от 17,2 до 24,2 °C и соленост 36,1 – 37,6 ‰.

## Описание
На дължина достигат до 50 cm.
Продължителността им на живот е около 7 години.